# Мюзийак
Мюзийак (фр. Muzillac) — коммуна на северо-западе Франции, находится в регионе Бретань, департамент Морбиан, округ Ван, центр кантона Мюзийак. Расположена в 29 км к юго-востоку от Вана и в 78 км к северо-западу от Нанта. Через территорию коммуны проходит национальная автомагистраль N165.
Население (2019) — 5 066 человек.

## Достопримечательности
- Бывший монастырь урсулинок, с 1990 года — культурный центр
- Церковь Святой Терезы
- Шато Сереак XV—XVIII веков
- Мельница XV века на берегу пруда Пен Мюр

## Экономика
Структура занятости населения:
- сельское хозяйство — 4,8 %
- промышленность — 22,1 %
- строительство — 9,9 %
- торговля, транспорт и сфера услуг — 38,4 %
- государственные и муниципальные службы — 24,9 %

Уровень безработицы (2018) — 11,9 % (Франция в целом — 13,4 %, департамент Морбиан — 12,1 %). 

Среднегодовой доход на 1 человека, евро (2018) — 28 620 (Франция в целом — 21 730, департамент Морбиан — 21 830).

## Демография
Динамика численности населения, чел.

## Администрация
Пост мэра Мюзийака с 2020 года занимает Мишель Крио (Michel Criaud). На муниципальных выборах 2020 года возглавляемый им независимый блок был единственным.
| Период | Период | Фамилия       | Партия        | Примечания                                                                             |
| ------ | ------ | ------------- | ------------- | -------------------------------------------------------------------------------------- |
| 1983   | 1989   | Эрнест Ле Гоф | Разные правые | нотариус                                                                               |
| 1989   | 2001   | Клод Ле Дюигу | Разные правые | нотариус                                                                               |
| 2001   | 2020   | Жозеф Броан   | Разные правые | консультант по налоговым и юридическим вопросам, член Генерального совета департамента |
| 2020   |        | Мишель Крио   | Разные правые | руководитель предприятия                                                               |